# Francesco Maria Casini
Francesco Maria Casini (Arezzo, 11 de novembro de 1648 - Roma, 14 de fevereiro de 1719) foi um cardeal do século XVIII

## Biografia
Nasceu em Arezzo em 11 de novembro de 1648. De uma família nobre. Filho de Carlo Casini e Olimpia Albergotti. Ele também está listado como Franciscus Maria Casinus.
Entrou na Ordem dos Frades Menores Capuchinhos, Cortona, em 9 de novembro de 1663.
Ordenado (nenhuma informação encontrada). Ele foi um pregador célebre em toda a Itália e França; em Paris, ele pregou diante do rei da França e da rainha da Grã-Bretanha. Ele também pregou diante do imperador e dos eleitores do Palatino e de Mainz. Foi para Nápoles em 1678 a pedido do cardeal Innico Caracciolo, seniore , arcebispo daquela cidade. Professor de teologia. Procurador-geral da sua ordem. Pregador comum de Sua Santidade, 1698. Ele ajudou o Papa Inocêncio XII em sua morte. Pregador do Palácio Apostólico, 1707.
Criado cardeal sacerdote no consistório de 18 de maio de 1712; recebeu o chapéu vermelho e o título de S. Prisca, em 11 de julho de 1712. Nomeado protetor da Ordem da Santíssima Trindade, em 8 de março de 1713. Despendeu milhares de escudos por ano na restauração e embelezamento de sua igreja titular. Continuou escrupulosamente observando a frugalidade e a simplicidade de vida de sua ordem religiosa. Entre suas obras publicadas estão: Panegirici sacri (1677); Prediche isto no Palazzo Apostolico , 3 vols. (Roma, 1713); e L'età dell'uomo alle misure del tempo e dell'eternità (Roma, 1712). Durante a última doença do cardeal, o papa enviou-lhe um presente de mil escudospelas suas despesas, mas o cardeal recusou; o pontífice atribuiu o presente à hereditariedade do cardeal, o Collegio of Propaganda Fide.
Morreu em Roma em 14 de fevereiro de 1719, às 14 horas, no seu quarto no palácio romano junto à igreja de Ss. Angeli Custodi. Quando o Papa Clemente XI soube de sua morte, não conseguiu conter as lágrimas. Exposto na igreja capuchinha de S. Maria della Concezione, Roma, onde ocorreu o funeral em 17 de fevereiro de 1719; e sepultado naquela mesma igreja sob um mármore vermelho, no qual estava inscrito seu nome e seu título cardinalício.